# Campylotropis cytisoides
Campylotropis cytisoides là một loài thực vật có hoa trong họ Đậu. Loài này được Miq. miêu tả khoa học đầu tiên năm 1855.